# Bernhard Horwitz
|  | No s'ha de confondre amb Israel Albert Horowitz. |

Bernhard Horwitz (nascut Benjamin Horwitz, el 10 de maig de 1807 a Neustrelitz, Alemanya - 29 d'agost de 1885, Londres, Anglaterra) fou un jugador i compositor d'escacs jueu alemany, que obtingué la ciutadania britànica. Es mantingué entre els cinc millors jugadors del món en el període 1845-1850.

## Biografia
Tot i que era d'origen jueu, fou ell mateix qui es canvià el nom de Benjamin pel de Bernhard. De 1836 fins a 1839, va estudiar pintura l'Escola de Belles Arts de Berlín, i per aquella època (aproximadament entre 1837 i 1843), fou un dels membres del grup Plèiades de Berlín El 1839 s'instal·là a Hamburg, i el 1845, marxà a viure a Londres, lloc on hi obtingué la nacionalitat britànica, i on participà de manera sostinguda a la vida escaquística de la ciutat.

## Resultats destacats en competició
Disputà diversos matxs contra els millors jugadors europeus de l'època, com Howard Staunton (1846) (+7 -14 =3), Lionel Kieseritzky (1846) (+4 -7 =1), Daniel Harrwitz (1846), (+4 -6 =1) i (1849), (+6 -7 =2), Henry Bird (1851), probablement la millor actuació de la seva carrera: (+7 -3 =4), Johann Löwenthal (1852), (+1 -4 =0), Ignaz von Kolisch (1860), (+1 -3 =0) i d'altres.
El 1851 fou un dels participants al Torneig de Londres, el primer torneig internacional d'escacs de la història, on hi fou 7è. A la primera eliminatòria, va batre Henry Bird per 2,5 a 1,5, però perdé contra Staunton a la segona per 2,5 - 4,5, i fou eliminat per J. Szen a la tercera.

## Força i estil de joc
Malgrat que era un fort jugador, el seu mèrit principal dins els escacs fou la creació analítica. Va dedicar-se a la composició de problemes i estudis. Va guanyar el primer torneig de composició d'estudis de la història, que havia organitzat en Löwenthal.

### Rànquing mundial
El seu millor rànquing Elo s'ha estimat en 2579 punts, l'octubre de 1846, moment en què tenia 39 anys, cosa que el situaria en 4t lloc mundial en aquella data. Segons chessmetrics, va ser el 3r millor jugador mundial en 24 diferents mesos, el març de 1846 i el maig de 1850.

## Altres activitats escaquístiques
En col·laboració amb Josef Kling, el 1851 va publicar Chess Studies, una col·lecció de 208 finals. Després de la mort de Kling, Horwitz va publicar el 1884, sota el títol de Chess Studies and End-Games, une reedició augmentada que ha establert les bases de la teoria moderna dels finals. Els dos autors són en qualsevol cas sovint considerats els fundadors de l'estudi d'escacs modern.
A partir de 1855, Horwitz va compondre més de 200 estudis, que va anar publicant a publicacions diverses, Westminster Papers, The City of London Chess Magazine i The Chess Monthly.

### Un estudi
|   | a | b | c | d | e | f | g | h |   |
| 8 | b8 negres alfil · e7 negres dama · b6 blanques peó · f6 negres cavall · h6 blanques cavall · c5 negres rei · e5 blanques cavall · a4 blanques peó · d4 negres peó · c3 blanques peó · f3 blanques torre · c2 blanques peó · f2 blanques peó · g2 blanques rei | b8 negres alfil · e7 negres dama · b6 blanques peó · f6 negres cavall · h6 blanques cavall · c5 negres rei · e5 blanques cavall · a4 blanques peó · d4 negres peó · c3 blanques peó · f3 blanques torre · c2 blanques peó · f2 blanques peó · g2 blanques rei | b8 negres alfil · e7 negres dama · b6 blanques peó · f6 negres cavall · h6 blanques cavall · c5 negres rei · e5 blanques cavall · a4 blanques peó · d4 negres peó · c3 blanques peó · f3 blanques torre · c2 blanques peó · f2 blanques peó · g2 blanques rei | b8 negres alfil · e7 negres dama · b6 blanques peó · f6 negres cavall · h6 blanques cavall · c5 negres rei · e5 blanques cavall · a4 blanques peó · d4 negres peó · c3 blanques peó · f3 blanques torre · c2 blanques peó · f2 blanques peó · g2 blanques rei | b8 negres alfil · e7 negres dama · b6 blanques peó · f6 negres cavall · h6 blanques cavall · c5 negres rei · e5 blanques cavall · a4 blanques peó · d4 negres peó · c3 blanques peó · f3 blanques torre · c2 blanques peó · f2 blanques peó · g2 blanques rei | b8 negres alfil · e7 negres dama · b6 blanques peó · f6 negres cavall · h6 blanques cavall · c5 negres rei · e5 blanques cavall · a4 blanques peó · d4 negres peó · c3 blanques peó · f3 blanques torre · c2 blanques peó · f2 blanques peó · g2 blanques rei | b8 negres alfil · e7 negres dama · b6 blanques peó · f6 negres cavall · h6 blanques cavall · c5 negres rei · e5 blanques cavall · a4 blanques peó · d4 negres peó · c3 blanques peó · f3 blanques torre · c2 blanques peó · f2 blanques peó · g2 blanques rei | b8 negres alfil · e7 negres dama · b6 blanques peó · f6 negres cavall · h6 blanques cavall · c5 negres rei · e5 blanques cavall · a4 blanques peó · d4 negres peó · c3 blanques peó · f3 blanques torre · c2 blanques peó · f2 blanques peó · g2 blanques rei | 8 |
| 7 | b8 negres alfil · e7 negres dama · b6 blanques peó · f6 negres cavall · h6 blanques cavall · c5 negres rei · e5 blanques cavall · a4 blanques peó · d4 negres peó · c3 blanques peó · f3 blanques torre · c2 blanques peó · f2 blanques peó · g2 blanques rei | b8 negres alfil · e7 negres dama · b6 blanques peó · f6 negres cavall · h6 blanques cavall · c5 negres rei · e5 blanques cavall · a4 blanques peó · d4 negres peó · c3 blanques peó · f3 blanques torre · c2 blanques peó · f2 blanques peó · g2 blanques rei | b8 negres alfil · e7 negres dama · b6 blanques peó · f6 negres cavall · h6 blanques cavall · c5 negres rei · e5 blanques cavall · a4 blanques peó · d4 negres peó · c3 blanques peó · f3 blanques torre · c2 blanques peó · f2 blanques peó · g2 blanques rei | b8 negres alfil · e7 negres dama · b6 blanques peó · f6 negres cavall · h6 blanques cavall · c5 negres rei · e5 blanques cavall · a4 blanques peó · d4 negres peó · c3 blanques peó · f3 blanques torre · c2 blanques peó · f2 blanques peó · g2 blanques rei | b8 negres alfil · e7 negres dama · b6 blanques peó · f6 negres cavall · h6 blanques cavall · c5 negres rei · e5 blanques cavall · a4 blanques peó · d4 negres peó · c3 blanques peó · f3 blanques torre · c2 blanques peó · f2 blanques peó · g2 blanques rei | b8 negres alfil · e7 negres dama · b6 blanques peó · f6 negres cavall · h6 blanques cavall · c5 negres rei · e5 blanques cavall · a4 blanques peó · d4 negres peó · c3 blanques peó · f3 blanques torre · c2 blanques peó · f2 blanques peó · g2 blanques rei | b8 negres alfil · e7 negres dama · b6 blanques peó · f6 negres cavall · h6 blanques cavall · c5 negres rei · e5 blanques cavall · a4 blanques peó · d4 negres peó · c3 blanques peó · f3 blanques torre · c2 blanques peó · f2 blanques peó · g2 blanques rei | b8 negres alfil · e7 negres dama · b6 blanques peó · f6 negres cavall · h6 blanques cavall · c5 negres rei · e5 blanques cavall · a4 blanques peó · d4 negres peó · c3 blanques peó · f3 blanques torre · c2 blanques peó · f2 blanques peó · g2 blanques rei | 7 |
| 6 | b8 negres alfil · e7 negres dama · b6 blanques peó · f6 negres cavall · h6 blanques cavall · c5 negres rei · e5 blanques cavall · a4 blanques peó · d4 negres peó · c3 blanques peó · f3 blanques torre · c2 blanques peó · f2 blanques peó · g2 blanques rei | b8 negres alfil · e7 negres dama · b6 blanques peó · f6 negres cavall · h6 blanques cavall · c5 negres rei · e5 blanques cavall · a4 blanques peó · d4 negres peó · c3 blanques peó · f3 blanques torre · c2 blanques peó · f2 blanques peó · g2 blanques rei | b8 negres alfil · e7 negres dama · b6 blanques peó · f6 negres cavall · h6 blanques cavall · c5 negres rei · e5 blanques cavall · a4 blanques peó · d4 negres peó · c3 blanques peó · f3 blanques torre · c2 blanques peó · f2 blanques peó · g2 blanques rei | b8 negres alfil · e7 negres dama · b6 blanques peó · f6 negres cavall · h6 blanques cavall · c5 negres rei · e5 blanques cavall · a4 blanques peó · d4 negres peó · c3 blanques peó · f3 blanques torre · c2 blanques peó · f2 blanques peó · g2 blanques rei | b8 negres alfil · e7 negres dama · b6 blanques peó · f6 negres cavall · h6 blanques cavall · c5 negres rei · e5 blanques cavall · a4 blanques peó · d4 negres peó · c3 blanques peó · f3 blanques torre · c2 blanques peó · f2 blanques peó · g2 blanques rei | b8 negres alfil · e7 negres dama · b6 blanques peó · f6 negres cavall · h6 blanques cavall · c5 negres rei · e5 blanques cavall · a4 blanques peó · d4 negres peó · c3 blanques peó · f3 blanques torre · c2 blanques peó · f2 blanques peó · g2 blanques rei | b8 negres alfil · e7 negres dama · b6 blanques peó · f6 negres cavall · h6 blanques cavall · c5 negres rei · e5 blanques cavall · a4 blanques peó · d4 negres peó · c3 blanques peó · f3 blanques torre · c2 blanques peó · f2 blanques peó · g2 blanques rei | b8 negres alfil · e7 negres dama · b6 blanques peó · f6 negres cavall · h6 blanques cavall · c5 negres rei · e5 blanques cavall · a4 blanques peó · d4 negres peó · c3 blanques peó · f3 blanques torre · c2 blanques peó · f2 blanques peó · g2 blanques rei | 6 |
| 5 | b8 negres alfil · e7 negres dama · b6 blanques peó · f6 negres cavall · h6 blanques cavall · c5 negres rei · e5 blanques cavall · a4 blanques peó · d4 negres peó · c3 blanques peó · f3 blanques torre · c2 blanques peó · f2 blanques peó · g2 blanques rei | b8 negres alfil · e7 negres dama · b6 blanques peó · f6 negres cavall · h6 blanques cavall · c5 negres rei · e5 blanques cavall · a4 blanques peó · d4 negres peó · c3 blanques peó · f3 blanques torre · c2 blanques peó · f2 blanques peó · g2 blanques rei | b8 negres alfil · e7 negres dama · b6 blanques peó · f6 negres cavall · h6 blanques cavall · c5 negres rei · e5 blanques cavall · a4 blanques peó · d4 negres peó · c3 blanques peó · f3 blanques torre · c2 blanques peó · f2 blanques peó · g2 blanques rei | b8 negres alfil · e7 negres dama · b6 blanques peó · f6 negres cavall · h6 blanques cavall · c5 negres rei · e5 blanques cavall · a4 blanques peó · d4 negres peó · c3 blanques peó · f3 blanques torre · c2 blanques peó · f2 blanques peó · g2 blanques rei | b8 negres alfil · e7 negres dama · b6 blanques peó · f6 negres cavall · h6 blanques cavall · c5 negres rei · e5 blanques cavall · a4 blanques peó · d4 negres peó · c3 blanques peó · f3 blanques torre · c2 blanques peó · f2 blanques peó · g2 blanques rei | b8 negres alfil · e7 negres dama · b6 blanques peó · f6 negres cavall · h6 blanques cavall · c5 negres rei · e5 blanques cavall · a4 blanques peó · d4 negres peó · c3 blanques peó · f3 blanques torre · c2 blanques peó · f2 blanques peó · g2 blanques rei | b8 negres alfil · e7 negres dama · b6 blanques peó · f6 negres cavall · h6 blanques cavall · c5 negres rei · e5 blanques cavall · a4 blanques peó · d4 negres peó · c3 blanques peó · f3 blanques torre · c2 blanques peó · f2 blanques peó · g2 blanques rei | b8 negres alfil · e7 negres dama · b6 blanques peó · f6 negres cavall · h6 blanques cavall · c5 negres rei · e5 blanques cavall · a4 blanques peó · d4 negres peó · c3 blanques peó · f3 blanques torre · c2 blanques peó · f2 blanques peó · g2 blanques rei | 5 |
| 4 | b8 negres alfil · e7 negres dama · b6 blanques peó · f6 negres cavall · h6 blanques cavall · c5 negres rei · e5 blanques cavall · a4 blanques peó · d4 negres peó · c3 blanques peó · f3 blanques torre · c2 blanques peó · f2 blanques peó · g2 blanques rei | b8 negres alfil · e7 negres dama · b6 blanques peó · f6 negres cavall · h6 blanques cavall · c5 negres rei · e5 blanques cavall · a4 blanques peó · d4 negres peó · c3 blanques peó · f3 blanques torre · c2 blanques peó · f2 blanques peó · g2 blanques rei | b8 negres alfil · e7 negres dama · b6 blanques peó · f6 negres cavall · h6 blanques cavall · c5 negres rei · e5 blanques cavall · a4 blanques peó · d4 negres peó · c3 blanques peó · f3 blanques torre · c2 blanques peó · f2 blanques peó · g2 blanques rei | b8 negres alfil · e7 negres dama · b6 blanques peó · f6 negres cavall · h6 blanques cavall · c5 negres rei · e5 blanques cavall · a4 blanques peó · d4 negres peó · c3 blanques peó · f3 blanques torre · c2 blanques peó · f2 blanques peó · g2 blanques rei | b8 negres alfil · e7 negres dama · b6 blanques peó · f6 negres cavall · h6 blanques cavall · c5 negres rei · e5 blanques cavall · a4 blanques peó · d4 negres peó · c3 blanques peó · f3 blanques torre · c2 blanques peó · f2 blanques peó · g2 blanques rei | b8 negres alfil · e7 negres dama · b6 blanques peó · f6 negres cavall · h6 blanques cavall · c5 negres rei · e5 blanques cavall · a4 blanques peó · d4 negres peó · c3 blanques peó · f3 blanques torre · c2 blanques peó · f2 blanques peó · g2 blanques rei | b8 negres alfil · e7 negres dama · b6 blanques peó · f6 negres cavall · h6 blanques cavall · c5 negres rei · e5 blanques cavall · a4 blanques peó · d4 negres peó · c3 blanques peó · f3 blanques torre · c2 blanques peó · f2 blanques peó · g2 blanques rei | b8 negres alfil · e7 negres dama · b6 blanques peó · f6 negres cavall · h6 blanques cavall · c5 negres rei · e5 blanques cavall · a4 blanques peó · d4 negres peó · c3 blanques peó · f3 blanques torre · c2 blanques peó · f2 blanques peó · g2 blanques rei | 4 |
| 3 | b8 negres alfil · e7 negres dama · b6 blanques peó · f6 negres cavall · h6 blanques cavall · c5 negres rei · e5 blanques cavall · a4 blanques peó · d4 negres peó · c3 blanques peó · f3 blanques torre · c2 blanques peó · f2 blanques peó · g2 blanques rei | b8 negres alfil · e7 negres dama · b6 blanques peó · f6 negres cavall · h6 blanques cavall · c5 negres rei · e5 blanques cavall · a4 blanques peó · d4 negres peó · c3 blanques peó · f3 blanques torre · c2 blanques peó · f2 blanques peó · g2 blanques rei | b8 negres alfil · e7 negres dama · b6 blanques peó · f6 negres cavall · h6 blanques cavall · c5 negres rei · e5 blanques cavall · a4 blanques peó · d4 negres peó · c3 blanques peó · f3 blanques torre · c2 blanques peó · f2 blanques peó · g2 blanques rei | b8 negres alfil · e7 negres dama · b6 blanques peó · f6 negres cavall · h6 blanques cavall · c5 negres rei · e5 blanques cavall · a4 blanques peó · d4 negres peó · c3 blanques peó · f3 blanques torre · c2 blanques peó · f2 blanques peó · g2 blanques rei | b8 negres alfil · e7 negres dama · b6 blanques peó · f6 negres cavall · h6 blanques cavall · c5 negres rei · e5 blanques cavall · a4 blanques peó · d4 negres peó · c3 blanques peó · f3 blanques torre · c2 blanques peó · f2 blanques peó · g2 blanques rei | b8 negres alfil · e7 negres dama · b6 blanques peó · f6 negres cavall · h6 blanques cavall · c5 negres rei · e5 blanques cavall · a4 blanques peó · d4 negres peó · c3 blanques peó · f3 blanques torre · c2 blanques peó · f2 blanques peó · g2 blanques rei | b8 negres alfil · e7 negres dama · b6 blanques peó · f6 negres cavall · h6 blanques cavall · c5 negres rei · e5 blanques cavall · a4 blanques peó · d4 negres peó · c3 blanques peó · f3 blanques torre · c2 blanques peó · f2 blanques peó · g2 blanques rei | b8 negres alfil · e7 negres dama · b6 blanques peó · f6 negres cavall · h6 blanques cavall · c5 negres rei · e5 blanques cavall · a4 blanques peó · d4 negres peó · c3 blanques peó · f3 blanques torre · c2 blanques peó · f2 blanques peó · g2 blanques rei | 3 |
| 2 | b8 negres alfil · e7 negres dama · b6 blanques peó · f6 negres cavall · h6 blanques cavall · c5 negres rei · e5 blanques cavall · a4 blanques peó · d4 negres peó · c3 blanques peó · f3 blanques torre · c2 blanques peó · f2 blanques peó · g2 blanques rei | b8 negres alfil · e7 negres dama · b6 blanques peó · f6 negres cavall · h6 blanques cavall · c5 negres rei · e5 blanques cavall · a4 blanques peó · d4 negres peó · c3 blanques peó · f3 blanques torre · c2 blanques peó · f2 blanques peó · g2 blanques rei | b8 negres alfil · e7 negres dama · b6 blanques peó · f6 negres cavall · h6 blanques cavall · c5 negres rei · e5 blanques cavall · a4 blanques peó · d4 negres peó · c3 blanques peó · f3 blanques torre · c2 blanques peó · f2 blanques peó · g2 blanques rei | b8 negres alfil · e7 negres dama · b6 blanques peó · f6 negres cavall · h6 blanques cavall · c5 negres rei · e5 blanques cavall · a4 blanques peó · d4 negres peó · c3 blanques peó · f3 blanques torre · c2 blanques peó · f2 blanques peó · g2 blanques rei | b8 negres alfil · e7 negres dama · b6 blanques peó · f6 negres cavall · h6 blanques cavall · c5 negres rei · e5 blanques cavall · a4 blanques peó · d4 negres peó · c3 blanques peó · f3 blanques torre · c2 blanques peó · f2 blanques peó · g2 blanques rei | b8 negres alfil · e7 negres dama · b6 blanques peó · f6 negres cavall · h6 blanques cavall · c5 negres rei · e5 blanques cavall · a4 blanques peó · d4 negres peó · c3 blanques peó · f3 blanques torre · c2 blanques peó · f2 blanques peó · g2 blanques rei | b8 negres alfil · e7 negres dama · b6 blanques peó · f6 negres cavall · h6 blanques cavall · c5 negres rei · e5 blanques cavall · a4 blanques peó · d4 negres peó · c3 blanques peó · f3 blanques torre · c2 blanques peó · f2 blanques peó · g2 blanques rei | b8 negres alfil · e7 negres dama · b6 blanques peó · f6 negres cavall · h6 blanques cavall · c5 negres rei · e5 blanques cavall · a4 blanques peó · d4 negres peó · c3 blanques peó · f3 blanques torre · c2 blanques peó · f2 blanques peó · g2 blanques rei | 2 |
| 1 | b8 negres alfil · e7 negres dama · b6 blanques peó · f6 negres cavall · h6 blanques cavall · c5 negres rei · e5 blanques cavall · a4 blanques peó · d4 negres peó · c3 blanques peó · f3 blanques torre · c2 blanques peó · f2 blanques peó · g2 blanques rei | b8 negres alfil · e7 negres dama · b6 blanques peó · f6 negres cavall · h6 blanques cavall · c5 negres rei · e5 blanques cavall · a4 blanques peó · d4 negres peó · c3 blanques peó · f3 blanques torre · c2 blanques peó · f2 blanques peó · g2 blanques rei | b8 negres alfil · e7 negres dama · b6 blanques peó · f6 negres cavall · h6 blanques cavall · c5 negres rei · e5 blanques cavall · a4 blanques peó · d4 negres peó · c3 blanques peó · f3 blanques torre · c2 blanques peó · f2 blanques peó · g2 blanques rei | b8 negres alfil · e7 negres dama · b6 blanques peó · f6 negres cavall · h6 blanques cavall · c5 negres rei · e5 blanques cavall · a4 blanques peó · d4 negres peó · c3 blanques peó · f3 blanques torre · c2 blanques peó · f2 blanques peó · g2 blanques rei | b8 negres alfil · e7 negres dama · b6 blanques peó · f6 negres cavall · h6 blanques cavall · c5 negres rei · e5 blanques cavall · a4 blanques peó · d4 negres peó · c3 blanques peó · f3 blanques torre · c2 blanques peó · f2 blanques peó · g2 blanques rei | b8 negres alfil · e7 negres dama · b6 blanques peó · f6 negres cavall · h6 blanques cavall · c5 negres rei · e5 blanques cavall · a4 blanques peó · d4 negres peó · c3 blanques peó · f3 blanques torre · c2 blanques peó · f2 blanques peó · g2 blanques rei | b8 negres alfil · e7 negres dama · b6 blanques peó · f6 negres cavall · h6 blanques cavall · c5 negres rei · e5 blanques cavall · a4 blanques peó · d4 negres peó · c3 blanques peó · f3 blanques torre · c2 blanques peó · f2 blanques peó · g2 blanques rei | b8 negres alfil · e7 negres dama · b6 blanques peó · f6 negres cavall · h6 blanques cavall · c5 negres rei · e5 blanques cavall · a4 blanques peó · d4 negres peó · c3 blanques peó · f3 blanques torre · c2 blanques peó · f2 blanques peó · g2 blanques rei | 1 |
|   | a | b | c | d | e | f | g | h |   |

Solució :
1. c3xd4+ Rc5-d5
2. c2-c4+ Rd5-e6
3. Tf3xf6+ De7xf6
4. d4-d5+ Re6-d6
5. Rg2-f1 Df6-f4
6. Ch6-f7+
Les negres perden la dama degut a una forquilla (el tema de l'estudi).